# Icosàedre triakis
En geometria, l'icosàedre triakis és un dels tretze políedres de Catalan, dual del dodecàedre truncat.
Es pot obtenir enganxant piràmides triangulars a cada una de les 20 cares de l'icosàedre.
Les seves 60 cares són triangles isòsceles que tenen el costat més llarg que mesura {\displaystyle {\begin{matrix}{{15+{\sqrt {5}}} \over 10}\end{matrix}}} vegades la longitud dels altres dos.

## Àrea i volum
Les fórmules per calcular l'àrea A i el volum V d'un icosàedre triakis tal que les seves arestes més curtes tenen longitud a són les següents:
{\displaystyle A={\begin{matrix}{75 \over 11}\end{matrix}}{\sqrt {{\begin{matrix}{1 \over 2}\end{matrix}}(313+117{\sqrt {5}})}}a^{2}}
{\displaystyle V={\begin{matrix}{125 \over 44}\end{matrix}}(19+9{\sqrt {5}})a^{3}}

## Desenvolupament pla

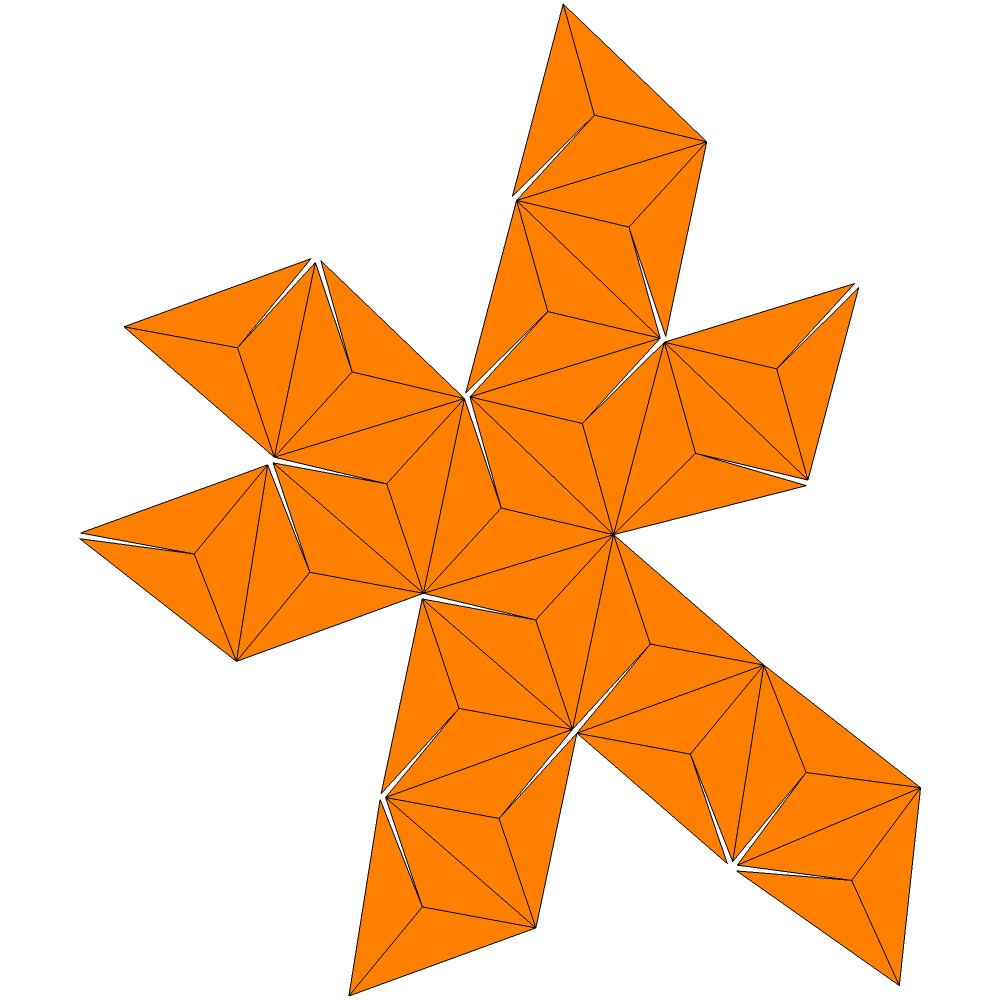
Desenvolupament pla del icosàedre triakis

## Simetries
El grup de simetria de l'icosàedre triakis té 120 elements, és el grup icosàedric Ih. És el mateix grup de simetria que el de l'icosàedre, el dodecàedre i l'icosidodecàedre.

## Altres sòlids relacionats
Les 30 arestes més llargues de l'icosàedre triakis i els 12 vèrtexs en què concorren, és a dir els vèrtexs en què hi concorren 10 cares, són arestes i vèrtexs d'un icosàedre. Els altres 20 vèrtexs de l'icosàedre triakis són vèrtexs d'un dodecàedre.